# Isolepis digitata
Isolepis digitata är en halvgräsart som beskrevs av Christian Gottfried Daniel Nees von Esenbeck och Heinrich Adolph Schrader. Isolepis digitata ingår i släktet borstsävssläktet, och familjen halvgräs. Inga underarter finns listade i Catalogue of Life.